# Южен регион (Еритрея)
Южният регион, наричан още Дебуб, е един от шестте региони на Еритрея. Площта му е 8000 квадратни километра, а населението е около 952 100 души, по приблизителна оценка от юли 2005 г. Столицата на региона е град Мендефера, разположен на около 60 километра от столицата на Еритрея Асмара. Граничи на запад с регион Гаш-Барка, с централния регион на Еритрея на север, с Червено море-север на изток и с Етиопия на юг. Разделен е на 12 общини (подрегиони).